# Kamnite svetilke
Kamnite svetilke (灯籠/灯篭/灯楼, kitajsko: dēnglóng; japonsko: tōrō, kar pomeni »svetlobna košara«, »svetlobni stolp«) so vrsta tradicionalne vzhodnoazijske svetilke, izdelane iz kamna, lesa ali kovine. Kamnite svetilke, ki izvirajo iz Kitajske, so se razširile na Japonsko, Korejo in Vietnam, čeprav jih najpogosteje najdemo tako na Kitajskem – ohranjene so v budističnih templjih in tradicionalnih kitajskih vrtovih – kot na Japonskem. Na Japonskem so tōrō prvotno uporabljali samo v budističnih templjih, kjer so obrobljali in osvetljevali poti. Prižgane svetilke so takrat veljale za daritev Budi. Njihova uporaba v šintoističnih svetiščih in tudi zasebnih domovih se je začela v obdobju Heian (794–1185).
Kamnite svetilke so bile na Kitajskem znane že v času dinastije Han (202 pr. n. št.–220 n. št.) in so prevladovale od obdobja treh držav (Vei, Jin), južnih in severnih dinastij vse do dinastije Tang, ko so jih prinesli na Japonsko. Najstarejše obstoječe bronaste in kamnite svetilke na Japonskem je mogoče najti v Nari. Budistični tempelj Taima-dera ima kamnito svetilko, zgrajeno v obdobju Nara, medtem ko ima Kasuga-taiša eno od naslednjih obdobij Heian.
V obdobju Azuči-Momojama (1568–1600) so kamnite svetilke popularizirali mojstri čaja, ki so jih uporabljali kot vrtne okraske. Kmalu so začeli razvijati nove vrste glede na potrebe. V sodobnih vrtovih imajo izključno okrasno funkcijo in so položene ob poteh, ob vodi ali ob stavbi.
Tōrō lahko razvrstimo v dve glavni vrsti: curi-dōrō (釣灯籠/掻灯/吊り灯籠, dob.  »viseča svetilka«), ki običajno visi z napuščev strehe, in dai-dōrō (台灯籠, dob. »svetilka na ploščadi«), ki se uporablja v vrtovih in ob pristopu (sandō) svetišča ali templja. Dve najpogostejši vrsti dai-dōrō sta bronasta in kamnita svetilka, ki sta videti kot viseča in položena na podstavek.
V svoji popolni, izvirni obliki (nekateri njeni elementi morda manjkajo ali so dodani), tako kot gorintō in pagoda, dai-dōrō predstavlja pet elementov budistične kozmologije. Spodnji del, ki se dotika tal, predstavlja či, zemljo; naslednji del predstavlja sui ali vodo; ka ali ogenj, je predstavljen z odsekom, ki obdaja svetlobo ali plamen svetilke, medtem ko sta fū (zrak) in kū (praznina ali duh) predstavljena z zadnjima dvema deloma, ki sta najbolj na vrhu in kažeta proti nebu. Segmenti izražajo idejo, da se bo človekovo fizično telo po smrti vrnilo v prvotno, elementarno obliko.

## Viseče svetilke
Viseče svetilke curi-dōrō, imenovane tudi kaitomoši (掻灯), so majhne, štiri- ali šeststranske in izdelane iz kovine, bakra ali lesa. Uvedene so bile s Kitajske prek Koreje v obdobju Nara in so bile sprva uporabljene v cesarskih palačah.

## Bronaste svetilke
Bronaste svetilke ali kondō-dōrō (金銅燈籠, dob. »pozlačena bronasta svetilka«) imajo na Japonskem dolgo zgodovino, vendar niso tako pogoste ali tako raznolike po obliki kot kamnite. V svoji klasični obliki so razdeljene na dele, ki predstavljajo pet elementov budistične kozmologije.
Japonska vlada jih je številne označila za kulturne dobrine Japonske. Tisto pred Todai-dži Daibucuden je na primer razglašena za nacionalni zaklad  Kōfuku-dži ima v svojem muzeju eno, zgrajeno leta 816 in ki je prav tako nacionalni zaklad.

## Kamnite svetilke
Dai-dōrō so najpogosteje narejene iz kamna; v tem primeru se imenujejo iši-dōrō (石灯籠, dob. »kamnita svetilka«).
Eno glavnih zgodovinskih središč proizvodnje kamnitih svetilk je Okazaki, Aiči. Tamkajšnje tradicionalno kamnoseštvo je leta 1979 vlada registrirala kot japonsko obrt.

### Struktura
- A. Hōdžu ali hōšu,
- B. Ukebana,
- C. Kasa,
- D. Hibukuro,
- E. Čūdai,
- F. Sao

Tradicionalni sestavni deli kamnite (ali bronaste) svetilke so od zgoraj navzdol:
A. Hōdžu/hōšu (宝珠, dob. dragulj)
Čebulast del na samem vrhu zaključka.
B. Ukebana (請花)
Podpora hōdžu v obliki lotosa.
C. Kasa (笠)
Stožčasti ali piramidalni dežnik, ki pokriva kurišče. Vogali se lahko zavihajo navzgor in tvorijo tako imenovani varabid (蕨手).
D. Hibukuro (火袋, dob. ognjena vreča)
Ognjišče, kjer se prižge ogenj.
E. Čūdai (中台, dob. osrednja ploščad)
Ploščad za kurišče
F. Sao (竿, dob. 'post')
Stebriček, običajno usmerjen navpično in okroglega ali kvadratnega prereza, po možnosti z ustreznim »pasom« blizu sredine; občasno oblikovan tudi kot postrani kovanec ali disk, kot niz visokih tankih lotosovih cvetnih listov ali kot med enim in štirimi obokanimi nogami (v lučeh za »gledanje snega«); odsoten v visečih lučeh.
Kiso (基礎, dob. temelj)
Podnožje je običajno zaobljeno ali šesterokotno in ga ni v zakopani svetilke (glej spodaj).
Kidan (基壇, dob. osnovna ploščad)
Različno oblikovana kamnita plošča je včasih prisotna pod podstavkom.
Struktura svetilke naj bi simbolizirala pet elementov budistične kozmologije. Z edino izjemo kurišča so lahko odsotni kateri koli deli. Na primer, oki-dōrō ali premična svetilka (glej spodaj) nima stebra in stoji neposredno na tleh. Morda tudi manjka dežnik.

### Tipi
Kamnite svetilke lahko razvrstimo v pet osnovnih skupin, od katerih ima vsaka številne različice.

#### Svetilke na podstavku
Tačidōrō (立ち灯籠) ali svetilke na podstavku so najpogostejše. Podstavek je vedno prisoten, kurišče pa je okrašeno z rezbarijami jelenov ali potonik. Obstaja več kot 20 podtipov. Med najpogostejšimi so naslednji 
Kasuga-dōrō (春日灯籠)
Imenovan po Kasuga-taišiju, je zelo pogost tako v templjih kot v svetiščih. Dežnik je majhen in ima šest ali osem stranic z varabitom na vogalih. Ognjišče je šestkotno ali kvadratno z rezbarijami, ki predstavljajo jelena, sonce ali luno. Visokega in suhega ga pogosto najdemo blizu drugega torija svetišča.
Jūnoki-dōrō (柚ノ木灯篭)
Druga najstarejša kamnita svetilka na Japonskem, najdena v svetišču Kasuga, je jūnoki-dōrō ali citronina kamnita svetilka. Ta slog sega vsaj v obdobje Heian. Stebriček ima na dnu, sredini in vrhu izrezljane obroče, na šesterokotni podlagi in srednji ploščadi pa so izrezljani lotosi. Dežnik je preprost in nima niti varabita niti ukebane. Zdi se, da jūnoki izhaja iz drevesa citrona, ki je nekoč stalo blizu svetilke v svetišču Kasuga. Ta vrsta svetilke je postala priljubljena v vrtovih čajnic v obdobju Edo.

#### Zakopane svetilke
Ikekomi-dōrō (活け込み燈籠) ali »zakopane svetilke« so zmerno velike svetilke, katerih stebriček ne počiva na podstavku, ampak gre neposredno v tla. Zaradi svoje skromne velikosti se uporabljajo ob poteh ali pri kamnitih bazenih v vrtovih. Sledi nekaj primerov:
Oribe-dōrō (織部灯籠)
Ta običajna vrsta je dobila ime po Furuti Šigenariju, plemiču, popularno znanem kot Oribe, ki jo je oblikoval za uporabo v vrtovih. Kurišče je kocka z oknom na vsaki strani: spredaj in zadaj sta kvadratna, desna in leva sta v obliki polmeseca oziroma polne lune. Dežnik je majhen in štiristranski.
Kirišitan-dōrō (キリシタン灯籠)
To je preprosto oribe-dōrō s skritimi krščanskimi simboli. Ta slog se je rodil med preganjanjem krščanske vere na Japonskem, ko so mnogi svojo vero še naprej izvajali na skrivaj.
Mizubotaru-dōrō (水蛍燈籠)
Tipična ikekomi-dōrō ima za kurišče kvadratne odprtine na dveh nasprotnih straneh in dvojni trikotnik na drugih dveh. Ta vrsta svetilke se uporablja v vili Kacura v Kjotu. Streha je kvadratna in zaobljena.

#### Premične svetilke
Oki-dōrō (置き燈籠) ali premične svetilke dolgujejo svoje ime dejstvu, da samo počivajo na tleh in niso na noben način pritrjene. Ta tip je verjetno izhajal iz visečih svetilk, ki so jim pogosto zelo podobne in so jih pustili počivati na tleh. Običajno se uporabljajo okoli hišnih vhodov in ob poteh.
En primer premične svetilke bi bil zankō-dōrō (三光灯籠, dobesedno »svetilka s tremi lučmi«), majhna kamnita škatla z nizko streho. Ime je dobila zaradi oken, ki so spredaj in zadaj oblikovana kot sonce in luna, na koncih pa kot zvezda. Ta vrsta svetilke je običajno nameščena blizu vode. Najdete jo na vrtu vile Kacura.

#### Nožne svetilke
Jukimi-dōrō (雪見燈籠) ali nožne svetilke nimajo kot podnožje stebrička, temveč od en do šest ukrivljenih nog in širok dežnik z nizkim ali odsotnim zaključkom. Sorazmerno nizke, uporabljajo se izključno v vrtovih. Tradicionalna postavitev je blizu vode, trikraka svetilka pa ima pogosto dve nogi v vodi in eno na kopnem. Dežnik je lahko okrogel ali ima od tri do osem stranic, medtem ko je kurišče običajno šestkotno.
Nožne svetilke so verjetno razvili v obdobju Momojama, vendar najstarejši ohranjeni primerki, najdeni v vili Kacura v Kjotu, segajo šele v zgodnje obdobje Edo. 

#### Nozura-dōrō
Nozura-dōrō (野面灯籠) so svetilke, narejene iz grobih, nebrušenih kamnov.

## Galerija

### Viseče svetilke
- Votivna viseča svetilka
- Šesterokotna viseča svetilka
- Viseča lučka v svetišču Fušimi Inari taiša
- Viseče luči, prižgana v Kasuga-taiša

### Bronaste svetilke
- Bronaste in kamnite svetilke v samostanu Či Lin v Hong Kongu
- Bronasta svetilka v Horju-dži
- Bronasta svetilka iz 8. stoletja v Todai-dži (nacionalni zaklad)
- Bronasta svetilka v Nikō Tōšō-gū
- Bronasta lučka v svetišču Icukušima

### Kamnite svetilke
- Kamnite svetilke na Tajvanu
- Vodna svetilka v provinci Džedžiang
- Tači-dōrō vrste kasuga-dōrō
- Kirišitan-dōrō
- Ikekomi-dōrō vrste kirišitan-dōrō
- Oki-dōrō
- Nozura-dōrō
- Svetilka v obliki pagode v Džōči-dži
- Kaku-dōrō (角灯籠, kvadratna svetilka)
- Kamnita svetilka v Koreji

### Jukimi-dōrōrazličice
- Štirinožni jukimi-dōrō
- Trinožni jukimi-dōrō. Ena noga počiva na tleh, dve pa v vodi
- Dvonožni jukimi-dōrō
- Enonožni jukimi-dōrō